# Кошелевский сельсовет (Новогрудский район)
Кошелевский сельсовет — административная единица на территории Новогрудского района Гродненской области Республики Беларусь. Административный центр — агрогородок Кошелево.

## Состав
Кошелевский сельсовет включает 21 населённый пункт:
- Ботаровка — деревня.
- Игнатово — деревня.
- Игольники — деревня.
- Каменка — деревня.
- Кошелево — агрогородок.
- Кустино — деревня.
- Осово — деревня.
- Писаруки — деревня.
- Попковичи — деревня.
- Радюки — деревня.
- Романюки — деревня.
- Рощица — деревня.
- Сетевино — деревня.
- Скрыдлево — деревня.
- Шатровцы — деревня.
- Яновичи — деревня.
- Коростово — деревня.
- Невашовщина — деревня.
- Новые Лагодки — деревня.
- Рутка 1 — деревня.
- Старые Лагодки — деревня.

## Производственная сфера
- СПК имени Кутузова,
- Новогрудское лесничество;
- 7 садоводческих товариществ (площадь 30,8 га)

## Социальная сфера
Учреждения образования:
- ГУ «Кошелевский учебно-педагогический комплекс детский сад-базовая общеобразовательная школа»

Учреждения здравоохранения:
- Кошелевская врачебная амбулатория врача общей практики с физкабинетом и койками дневного стационара, лабораторией и зубным кабинетом;
- ФАП в д. Каменка.

Культура:
- Кошелевский центральный Дом культуры;
- Каменский сельский клуб;
- Сельские библиотеки: аг. Кошелево, д. Каменка.

## Памятные места
На территории сельсовета находятся воинские захоронения:
- Братские могилы в д. Скрыдлево и д. Осово
- Памятник воинам-землякам в д. Каменка
- Памятник воинам в аг. Кошелево
- Памятник сестрам Назаретанкам возле д. Попковичи
- Могилы Рахман И. И. в д. Каменка и Писарук И. И. в д. Писаруки